# معراج السعاده
معراج السعاده کتابی در اخلاق اسلامی از ملا احمد نراقی است. این کتاب خلاصه و ترجمهٔ فارسی کتاب عربی جامع السعادات از ملا مهدی نراقی پدر نویسنده است. چنان‌که محمد حسن قزوینی نیز همین جامع السعادات را به عربی خلاصه نموده و نام آن را کشف الغطاء عن وجوه مراسم الاهتداء نام نهاده است. معراج السعاده جهت فهم مردم عادی ساده‌نویسی شده و مطالب زیادی نیز بر آن افزوده شده. اغلب آثار دیگر ملا احمد نراقی هم در ادامهٔ کار پدر نوشته شده.

## خلاصه
در اینجا سعی شده خلاصه‌ای بسیار کامل و دقیق و بی کم و کاست، در کمترین لغات ممکن از فصل یک و دو و سهٔ معراج السعاده از انتشارات هجرت ارائه شود:
عناصر چهارگانه ملا محمد نراقی

در مورد آب ،باد ،خاک واتش

معرفة النفسُ انفعُ المعارف (حدیث)
من عرف نفسه، فقد عرف ربّه (حدیث)

### شناخت قوای روح
انسان متشکل است از دو بعد؛ یکی جسم و دیگری روح یا جان یا دل یا نفس. روح راکِب و جسم مرکب است و قوای بیشماری در اختیار اوست، که همه مطیع و فرمانبردار او اند، به جز قوای ۴ گانه یا اصلی؛ وهم[i]، غضب و شهوت که از قوای غریزی اند؛ و عقل که از قوای فطری ست.
قوای بیشمار انسان یک نقطهٔ خیر و بی شمار جهت شر دارند. مانند دایره‌ای که مرکز آن خیر است. وصول به سمت خیر مانند بالا رفتن از کوهی که بر فراز آن گنجی باشد، سخت و پر حاصل است، و پایین آمدن از آن مانند پایین آمدن از کوهی به سمت بیابان بی آب و علف، آسان و مایهٔ اتلاف وقت و توان و تلف شدن از گرسنگی.
قوای فطری که به انسان منحصر اند، در بدو حیات بالقوه[ii] اند و هدف آن‌ها سعادت آینده می‌باشد
قوای غریزی[iii] که بین انسان و حیوان مشترک اند، در بدو حیات بالفعل و اند و هدف آن‌ها حفظ بقا می‌باشد

### شناخت امراض روح
تعریف) صفت: بروز ظاهری نوعی از عملکرد یک یا چند قوهٔ باطنی
تعریف) صفت اعتدالی:
تعریف) صفت تکاملی:
صفاتی که در اثر کوتاهی یا اعتدال ویا افراط ویا ردائت روح در اطاعت از هر یک از قوا حاصل می‌شود و صفاتی که حصول آن‌ها به این صفت بستگی دارد، از این قرار اند:
لذت و الم قوای ۴ گانه: فرمانبری روح از هر قوه موجب پدید آمدن لذتی و دفع رنجی ست؛ لذا هر عمل انسان برای رسیدن به لذتی یا دفع رنجی ست.

### تزکیهٔ روح
- مقدمات تزکیهٔ روح

تزکیهٔ نفس مهم‌ترین هدف زندگی ست و تا قبل از حصول آن تمام اهداف باید ابزار باشند و از تصمیم‌گیری راجع به اهداف بعد از آن خودداری شود.
- روش کلی
  - ارتقاء اخلاق
    - یک صفت برای ارتقاء برگزینید.
    - اعمال مربوط به ارتقای آن را انجام دهید.
    - در مقابل وسوسه‌های صفت مخالف تا می‌توانید به انگیزش بپردازید.

  - مراقبه
    - مراقبهٔ محیط
      - همنشینی و دنباله روی بدان: موجب گرایش به رفتار آن‌ها و نزول به پایین کوه
      - همنشینی و دنباله روی خوبان: موجب گرایش به آن‌ها و صعود به بالای کوه
      - شما را تحلیل نبرد، شما را ناامید نکند و رام و خاموش شود

    - مراقبهٔ اعمال:
      - قبل از هر کاری به آن فکر کنید.
      - از امکانات خوب استفاده کنید.
      - اشتباهات را با انجام عمل مخالف جبران کنید.

    - مراقبهٔ غضب و شهوت
      - جلوگیری از تحریک غضب و شهوت با کنترل:
        - چشم و گوش
        - و مخصوصاً قلب و دل (خیال)

    - مراقبهٔ عقل
      - به دلیل وجود غریزهٔ حبّ ذات بهترین هدیه برای شما عیبی از عیوب شماست. عیوب خود را بیابید. در آن‌ها دقت کنید و با استدلال مخالف جواب ندهید
      - از یک دوست صدیق و پاک کمک بگیرید و از او سپاس‌گزار باشید؛ و در رفع عیب بکوشید تا اعتماد او جلب شود.
        - دوست عیب دوست را نمی‌بیند
        - دوست گاه خود معیوب است

      - از دشمن ریز بین و دانا کمک بگیرید و برای گوشزد کردن عیب تان از او سپاس‌گزار باشید. اگر حسن شما را گفت بدانید حیله است. باور نکنید و خود را بیازمایید.
        - دشمن در حال دشمن خود به دقت نظر می‌کند
        - دشمن مدام در حال عیب جویی ست

    - هر شب به دقت در اعمال خود کاوش کنید. برای صفات خوب درون خدا را شکر کنید و صلوات بفرستید تا زیاد شوند؛ و از بدی‌های درون استغفار کنید تا پاک گردند.
- روش مقابله:
  - اسباب بیماری یا مادر زادی یا به سبب بیماری یا به سبب اعمال‌اند.

| اولویت در روش درمان | امراض جسمی          | امراض روحی                                                     |
| ۱                   | مصرف غذای مخالف     | انجام عمل ضد در حد اعتدال                                      |
| ۲                   | شربت تلخ            | سرزنش نفس به گذراندن از دل یا زبان                             |
| ۳                   | درمان با زهر و سموم | انجام عمل ضد (از تفریط به افراط یا بر عکس)                     |
| ۴                   | قطع عضو یا داغ      | ریاضت‌های شاقه بدون ارتکاب حرام‌های دیگر و ترس از ملامت اهل دنیا |